# خیرالله انوش
خیرالله انوش سیاستمدار و یکی از والیان سابق ولایت سمنگان افغانستان است.